# Ronan Keating
Ronan Patrick John Keating (3. března 1977 Swords, Dublin, Irsko) je irský hudebník, písničkář a filantrop. Jeho pěvecká kariéra začala v irské pěvecké skupině Boyzone, která vznikla roku 1994. O dva roky později natočili a nazpívali svoji debutovou skladbu „Love Me for a Reason“.
Jeho matka v roce 1998 zemřela na rakovinu prsu a Ronan založil organizaci „Marie Keating Foundation“, která pomáhá ženám v boji proti této nemoci. V tentýž rok si vzal Yvonne Connolly, irskou modelku.
Roku 1999, když se Boyzone rozpadla, se dal na sólovou dráhu a prorazil do světa se svou skladbou „When You Say Nothing at All". O rok později vychází album s názvem Ronan, které sice mělo několik negativních hodnocení, ale přesto se ho prodalo více než 750 000 kusů a stalo se tak jedním z nejprodávanějších alb roku ve Velké Británii. Současně oslavil narození svého prvního syna, Jacka.
O dva roky později, roku 2001, se mu narodila jeho první dcera Mary. Potom roku 2005 přišla na svět jeho druhá dcera Ali.
Roku 2008 se Ronan rozhodl dát Boyzone opět dohromady. Nahráli společně album Back Again...No Matter What a začali jezdit po koncertech. O rok později, v průběhu natáčení nového hitu Boyzone, „Give It All Away“, zemřel jeden ze členů, Stephen Gately. Ronan byl v šoku, ale rozhodli se album spolu s ostatními členy dotočit a pojmenovali ho Brother, na Gatelyho počest.
Roku 2010 byla odhalena jeho sedmiměsíční nevěra s tanečnicí Francine Cornell.
Během první poloviny roku 2012 se po 14 letech rozvedl se svojí manželkou Yvonne, která mu jeho nevěru z roku 2010 nebyla schopná odpustit. V září tohoto roku vyšlo jeho sólové album Fires a stal se porotcem v australském X-Factoru. Na rok 2013 chystal takzvané „Fires Tour“.

## Diskografie
Studiová alba
- Ronan (2001)
- Destination (2002)
- Turn It On (2003)
- Bring You Home (2006)
- Winter Songs (2009)
- Songs For My Mother (2009)
- Duet (2010)
- When Ronan Met Burt (2011)
- Fires (2012)
- Time Of My Life (2016)
- Twenty Twenty  (2020)
- Songs from Home (2021)